# Sudamanik
Sudamanik is een bestuurslaag in het regentschap Lebak van de provincie Banten, Indonesië. Sudamanik telt 4633 inwoners (volkstelling 2010).